# Campeonato Britânico de Fórmula 1
O Campeonato Britânico de Fórmula 1 (oficialmente British Formula One Series), e abreviado muitas vezes para F1 Britânica (British F1), foi um campeonato de Fórmula 1 realizado no Reino Unido. Foi também chamado como Campeonato Aurora AFX Formula One, devido ao patrocínio da empresa Aurora durante três das suas quatro épocas.
O já antigo motor Ford DFV ajudou o campeonato a tornar-se possível entre 1978 e 1980. Tal como no Campeonato Sul-Africano de Fórmula 1, cerca de uma década antes, carros em segunda mão, de fabricantes como a Lotus ou a Fittipaldi Automotive, foram usados por participantes, apesar de o March 781 ter sido especialmente construído para o campeonato. Em 1980, Desiré Wilson tornou-se na única mulher a ganhar uma corrida de Fórmula 1, ao pilotar um Williams em Brands Hatch.

## Origens
O Campeonato Britânico de Fórmula 1 foi o sucessor do antigo Campeonato Group 8 Shellsport, que correu anteriormente com carros de Fórmula 5000. Em 1977 o campeonato abriu-se, permitindo que corressem carros de Fórmula 1, e o BRSCC subiu-o a um campeonato totalmente de Fórmula 1 no ano seguinte. Carros de Fórmula 2 estiveram também presentes na grelha para elevar o número de carros na grelha.

## Campeões
| Época | Nome Oficial         | Campeão           | Carro                  | Corridas†     | Pole Positions | Vitórias      | Pódios        | Voltas mais rápidas | Pontos        | Diferença pontual |
| ----- | -------------------- | ----------------- | ---------------------- | ------------- | -------------- | ------------- | ------------- | ------------------- | ------------- | ----------------- |
| 1978  | Shellsport F1 Series | Tony Trimmer      | McLaren M23-Cosworth   | 8/12          | 4              | 5             | 8             | 5                   | 149           | 56                |
| 1979  | Aurora F1 Series     | Rupert Keegan     | Arrows A1-Cosworth     | 13/15         | 5              | 6             | 6             | 4                   | 65            | 2                 |
| 1980  | Aurora F1 Series     | Emilio de Villota | Williams FW07-Cosworth | 12/12         | 6              | 5             | 9             | 4                   | 85            | 33                |
| 1981  | não realizado        | não realizado     | não realizado          | não realizado | não realizado  | não realizado | não realizado | não realizado       | não realizado | não realizado     |
| 1982  | British F1 Series    | Jim Crawford      | Ensign N180-Cosworth   | 4/5           | 3              | 3             | 3             | 4                   | 34            | 18                |

† x/y: Competiu em X corridas do total Y da época.